# Aeridinae
Aeridinae é uma subtribo da tribo Vandeae, da família Orchidaceae. Esta subtribo contém mais de 1.300 espécies em 103 gêneros (cerca de 38% sendo híbridos). Entre elas inclui algumas das maiores flores da família Orchidaceae.

## Gêneros
Lista de Gêneros da subtribo Aeridinae